# Ø̨
Cette page contient des caractères spéciaux ou non latins. S’ils s’affichent mal (▯, ?, etc.), consultez la page d’aide Unicode.
Ø̨ (minuscule : ø̨), appelé o barré ogonek ou o barré obliquement ogonek, est un graphème utilisé comme lettre latine additionnelle dans l’étude du vieux norrois. Il est formé de la lettre Ø diacritée d’un ogonek. 

## Représentations informatiques
L’o barré obliquement ogonek peut être représenté avec les caractères Unicode suivants :
- décomposé (latin de base, diacritiques)[1],[2] :

| Formes    | Représentations | Chaînes de caractères | Points de code | Descriptions                                                   |
| --------- | --------------- | --------------------- | -------------- | -------------------------------------------------------------- |
| majuscule | Ø̨               | Ø◌̨                    | U+00D8 U+0328  | lettre majuscule latine o barré obliquement diacritique ogonek |
| minuscule | ø̨               | ø◌̨                    | U+00F8 U+0328  | lettre minuscule latine o barré obliquement diacritique ogonek |